# Punta Bianca
Punta Bianca (tyska: Hoher Weißzint) är ett berg i Österrike.   Det ligger i förbundslandet Tyrolen, i den västra delen av landet, 400 km väster om huvudstaden Wien. Toppen på Punta Bianca är 3 370 meter över havet, eller 141 meter över den omgivande terrängen. Bredden vid basen är 0,90 km.
Terrängen runt Punta Bianca är huvudsakligen bergig. Runt Punta Bianca är det glesbefolkat, med 13 invånare per kvadratkilometer.. Närmaste större samhälle är Hintertux, 17,1 km norr om Punta Bianca. 
Trakten runt Punta Bianca består i huvudsak av gräsmarker.